# Aéroport de Yola
L'aéroport de Yola est un aéroport situé au Nigeria. L’aéroport est notamment desservi par la compagnie Arik Air.

## Situation
| Uyo Katsina Owerri Asaba Kaduna Maiduguri Port · Harcourt Int. P. Harcourt · Ville Kano Lagos Abuja Sokoto Enugu Akure Bauchi Benin Dutse Ibadan Ilorin Jalingo Makurdi Calabar Warri Jos Yola |

## Compagnies et destinations
| Compagnies               | Destinations                                                |
| ------------------------ | ----------------------------------------------------------- |
| Aero Contractors         | Abuja-N. Azikiwe, Lagos-Murtala Muhammed                    |
| Air Peace                | Abuja-N. Azikiwe, Lagos-Murtala Muhammed                    |
| Arik Air                 | Abuja-N. Azikiwe                                            |
| Dornier Aviation Nigeria | Charter: Maiduguri                                          |
| Max Air                  | Abuja-N. Azikiwe, Kano-Mallam Aminu, Lagos-Murtala Muhammed |
| ValueJet                 | Abuja-N. Azikiwe                                            |

Édité le 10/01/2020  Actualisé le 9/11/2023

## Statistiques
Pour des raisons techniques, il est temporairement impossible d'afficher le graphique qui aurait dû être présenté ici.

Voir la requête brute et les sources sur Wikidata.